# Шоша (Зубцовский район)
Шоша — деревня в Зубцовском районе Тверской области. Входит в состав Княжьегорского сельского поселения.

## География
Находится в южной части Тверской области на расстоянии приблизительно 3 км на север-северо-восток по прямой от станции Княжьи Горы в верховьях речки Шоша.

## История
Деревня была отмечена (изначально Яблонька) еще на карте Менде (состояние местности на 1848 год). В 1859 году здесь (деревня Зубцовского уезда Тверской губернии) было учтено 42 двора, в 1939 — 96.

## Население
Численность населения: 325 человек (1859 год), 34 (русские 100%) в 2002 году, 6 в 2010.